# Río Pará

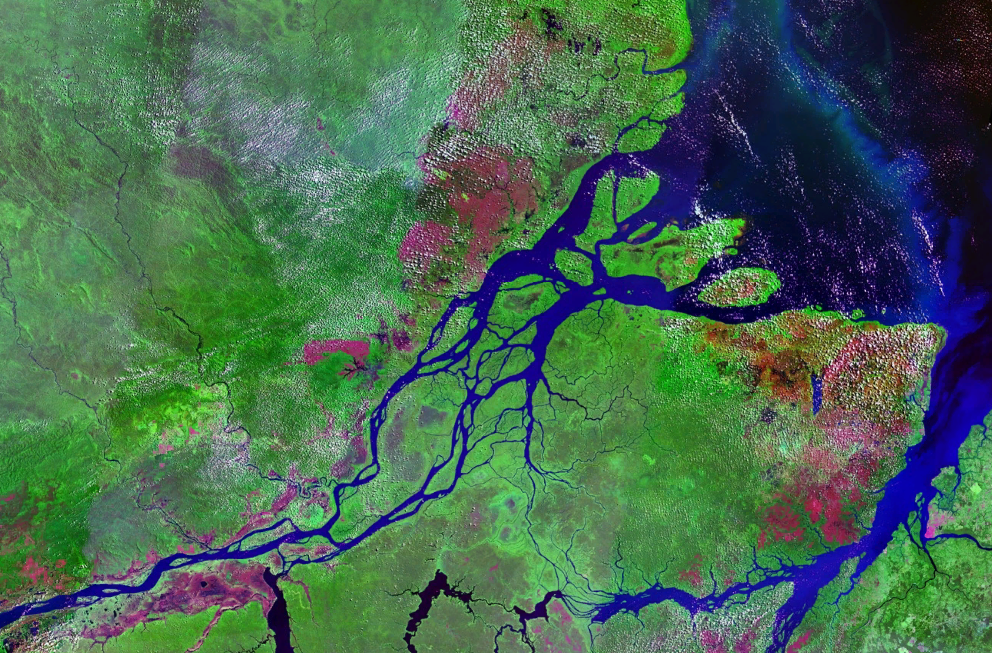
El río Pará " une las cuencas del Amazonas y Tocantins Araguaia, al sur de la isla de Marajó.

El río Pará, también llamado río Parauaú, río Jacaré Grande, canal Marajó, agujero del Macacos, agujero del Santa María y bahía de Bocas, es un curso de agua y un inmenso complejo estuarino que funciona como un río de distribución entre el los ríos Amazonas (delta del Amazonas), Tocantins, Campina Grande (o la bahía de Portel) y la bahía de Marajó, además de otros ríos más pequeños. También se puede considerar una bifurcación en el río Tocantins.
Corre al sur de la isla de Marajó, en el archipiélago de Marajó.
Se encuentra ubicado en el estado de Pará, Brasil. Presenta aguas turbias, ricas en sedimentos procedentes de sus ríos de origen.